# الدورة 37 للجنة التراث العالمي
الدورة 37 للجنة التراث العالمي إنعقدت من 17 إلى 27 يونيو 2013 في مدينة بنوم بن عاصمة كمبوديا.

## الإضافات الجديدة

### الأماكن الطبيعية الجديدة
خمسة مواقع طبيعية تم تسجيلهم لدى اللجنة وهم:
- صحراء ناميب في ناميبيا.
- جبل إتنا في إيطاليا.
- حديقة بامير الوطنية في طاجيكستان.
- محمية المحيط الحيوي إل بيناكات وصحراء ألتار الكبرى في المكسيك.
- جبال تيان شان في الصين

### الأماكن الثقافية الجديدة
تم تسجيل 14 موقعا ثقافيا جديدا لدى الهيئة وهم:
- حديقة فيلهلمشوه في ألمانيا.
- مركز أغاديس التاريخي في النيجر.
- المدينة القديمة تاوريس خيرسون وشورا التابعة لها في أوكرانيا.
- تلة القلاع والحصون في راجاستان في الهند.
- جبل فوجي في اليابان.
- الأماكن والمواقع التاريخية لمدينة كايسونغ في كوريا الشمالية.
- قصر غلستان في إيران.
- المنظر الثقافي والطبيعي لمدرجات حقول الأرز لعرق الهاني في النهر الأحمر في الصين.
- موقع الزبارة الأثري في قطر.
- موقع الخليج الأحمر التاريخي الوطني في كندا.
- مواقع تسركفاس كاربات الخشبية في بولندا وأوكرانيا.
- جامعة قلمرية في البرتغال.
- فيلات ميديشي في إيطاليا.
- يفوكا في فيجي.

### مواقع أخرى
تم توسيع ثلاثة مواقع أخرى لاحتواء بعض الموقع:
- حديقة جبل كينيا الوطنية: جبل كينيا-معهد ليوا للحياة البرية في كينيا.
- منطقة الحفظ العابر لوتي-دراكنزبرج: مواقع منطقة الحفظ العابر لوتي-داركنزبرج في ليسوتو وجنوب أفريقيا.
- مناجم يليكزكا للملح: مناجم يليكزكا وبوشنيا الملكية للملح في بولندا.

تم تحديث قائمة المواقع المهددة بالخطر:
- سحب موقع بم في إيران من القائمة.
- إضافة كل المواقع الستة المسجلة في قائمة التراث العالمي في سوريا كمهددة بالخطر.
- إضافة موقعي رينيل الشرقية وجزر سليمان إلى قائمة المواقع المهددة بالخطر.

## مقالات ذات صلة
- لجنة التراث العالمي.
- مواقع التراث العالمي.
- يونسكو

## روابط خارجية
- الصفحة الرسمية للدورة 37 على موقع لجنة التراث العالمي.
- الموقع الرسمي للدورة 37.
- الموقع الرسمي للجنة التراث العالمي.